# W każdą środę
W każdą środę (ang. Any Wednesday) – amerykański film komediowy z 1966 roku, będący adaptacją broadwayowskiej sztuki Muriel Resnik i Juliusa J. Epsteina.

## Treść
Ellen Gordon ma romans z bogatym, ale żonatym przedsiębiorcą. Gdy nieoczekiwanie traci mieszkanie, kochanek kupuje dla niej wygodny apartament, w którym spotykają się w każdą środę tygodnia. Ellen pragnie jednak bardziej trwałego związku, a dla Johna jest tylko rozrywką. 

## Główne role
- Jane Fonda - Ellen Gordon
- Jason Robards - John Cleves
- Dean Jones - Cass Henderson
- Rosemary Murphy - Dorothy Cleves
- Ann Prentiss - Miss Linsley
- Jack Fletcher - Felix